# Apopa
Apopa – miasto w środkowym Salwadorze, w departamencie San Salvador. Położone kilkanaście kilometrów na północ od stolicy kraju San Salvadoru, wchodzi w skład aglomeracji stołecznej. Ludność (2007): 131,3 tys.
W mieście rozwinął się przemysł cukrowniczy, odzieżowy oraz garncarski.